# Stenopyga extera
Stenopyga extera es una especie de mantis de la familia Mantidae.

## Distribución geográfica
Se encuentra en Camerún y Liberia.